# Angelo Kelly
Angelo Kelly 1981. december 23-án született Spanyolországban, Pamplona egyik kórházában. A The Kelly Family legfiatalabb tagja.

## Élete

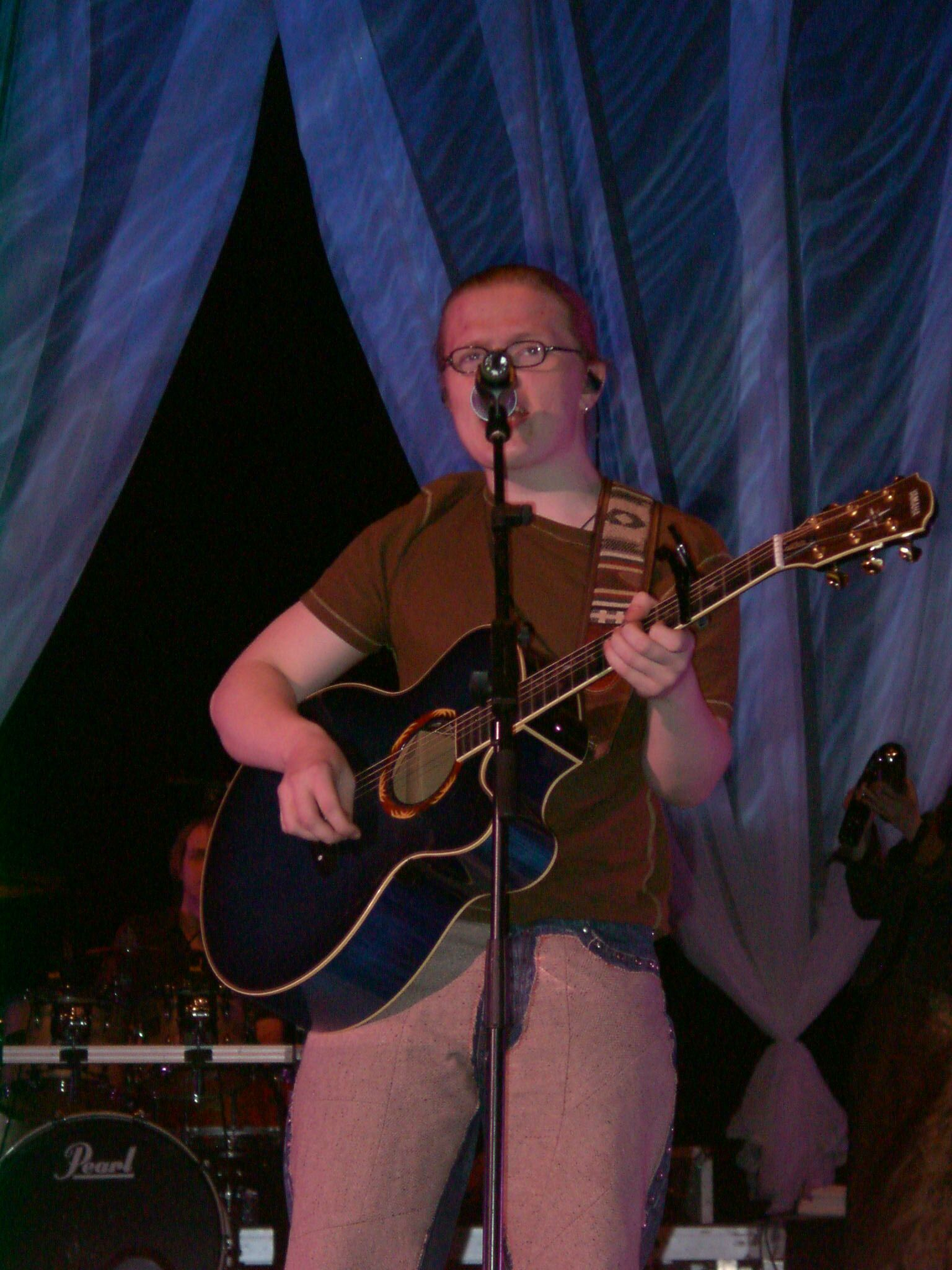
Angelo Kelly, 2002. január 5., München

Angelo Kelly édesanyja nyolcadik gyermekeként, egyben utolsónak született meg 1981. december 23-án Spanyolországban, Pamplonában. Családja ír származású. Még első életévét sem töltötte be, amikor meghalt az édesanyja. Édesapja és testvérei nevelték. Franciaországba költöztek, majd sok országot bejárva végül Németországban találtak otthonra.
Családjával 2 évesen szerepelt először a színpadon, a Hiroshima, I'm Sorry egy részét énekelte. 7 évesen írta meg első dalát, a Pee-pee-t, majd a The Swan-t. Legismertebb dala az I Can't Help Myself, ami 1996-ban 10 országban volt első a listákon. Ő az egyik énekese a nagy sikert hozó An Angel című számnak.
A Kelly Familyben a dobok mögött volt látható leginkább. A Bon Jovi dobosának, Tico Torres-nek a hatására ült a dobok mögé. Az 1996-ban megjelent Almost Heaven album dobanyagát már teljes egészében ő játszotta fel.
2000 körül az együttes tagjai, a testvérek közötti konfliktusok jelentkeztek, így többen – mint Angelo is – szólókarrierbe kezdtek. Angelo jelenleg is a The Kelly Family együttes tagja.
2002-ben halt meg édesapja, ami nagy törést okozott a családnak. A következő években a családi turnék alatt saját projektjén dolgozott. 2006-ra elérte nagy vágyát, saját kiadót alapított Label TEN4ONE Records néven és megjelentette első szólóalbumát, az I'm ready-t. Európai turnéra indult, majd 2007 tavaszán kiadták a Rejoice and be glad című albumot is, amihez szintén turné kapcsolódott.
Harmadik albuma Lost Sons címmel látott napvilágot 2008-ban.
Két élő albuma is kiadásra került Up Close (2008) és Live In Madrid (2009) címmel.
A "The Traveller" című turnéja keretében lép fel Európában kisebb színházakban. 2009 augusztusában bejelentette, hogy jelenlegi turnéját követően a 2010-es évben szünetet tart, egyáltalán nem koncertezik, sem szólóban, sem más művészekkel, minden idejét a családjának szenteli.
Felesége Kira Harms.
Gyermekeik:
- Gabriël Jerome Kelly (2001. július 3.)
- Helen Josephine Kelly (2002. november 5.)
- Emma Maria Kelly (2006. március 6.)
- Joseph Ewan Gregory Walter Kelly (2010. november 23.)
- William Emanuel Kelly (2015. július 17.)[1]

## Diszkográfia
- I`m ready (2006)
- Rejoice and be glad (2007. május 11.)
- Lost Sons (2008)
- Up Close (Live) (2008)
- Live in Madrid (2009)
- The Traveller – Live In Warsaw (2009)
- Off Road (2012)

Családjával együtt készült albumait lásd a The Kelly Family lapján.